# Women's National Basketball Association 1998
La Women's National Basketball Association 1998 è stata la seconda edizione della lega professionistica statunitense.
Vi partecipavano dieci franchigie, divise in due conference. Le quattro migliori al termine della stagione regolare (30 partite totali) si sono affrontate in semifinale e le vincitrici nella finale play-off, al meglio delle tre gare.
Il titolo è stato conquistato per la seconda volta consecutiva dalle Houston Comets, guidate dall'MVP e miglior marcatrice Cynthia Cooper.

## Stagione

### Novità
Le franchigie passarono da otto a dieci, grazie all'aggiunta di Detroit Shock e Washington Mystics.

## Squadre partecipanti
| Squadra           | Stagione | Città          | Palazzetto                 | Stagione precedente                        |
| ----------------- | -------- | -------------- | -------------------------- | ------------------------------------------ |
| Charlotte Sting   | dettagli | Charlotte      | Charlotte Coliseum         | 3º nella Eastern Conference                |
| Cleveland Rockers | dettagli | Cleveland      | Gund Arena                 | 4º nella Eastern Conference                |
| Detroit Shock     | dettagli | Detroit        | The Palace of Auburn Hills |                                            |
| Houston Comets    | dettagli | Houston        | Compaq Center              | 1º nella Eastern Conference, Campione WNBA |
| L.A. Sparks       | dettagli | Los Angeles    | Great Western Forum        | 2º nella Western Conference                |
| N.Y. Liberty      | dettagli | New York       | Madison Square Garden      | 2º nella Eastern Conference                |
| Phoenix Mercury   | dettagli | Phoenix        | America West Arena         | 1º nella Western Conference                |
| Sacramento Mon.s  | dettagli | Sacramento     | ARCO Arena                 | 3º nella Western Conference                |
| Utah Starzz       | dettagli | Salt Lake City | Delta Center               | 4º nella Western Conference                |
| Wash. Mystics     | dettagli | Washington     | MCI Center                 |                                            |

## Stagione regolare

### Eastern Conference
|  |    | Classifica finale 1998 | Pt | G  | V  | P  | PtF | PtS |
|  | -- | ---------------------- | -- | -- | -- | -- | --- | --- |
|  | 1. | Cleveland Rockers      | -  | 30 | 20 | 10 | -   | -   |
|  | 2. | Charlotte Sting        | -  | 30 | 18 | 12 | -   | -   |
|  | 3. | New York Liberty       | -  | 30 | 18 | 12 | -   | -   |
|  | 4. | Detroit Shock          | -  | 30 | 17 | 13 | -   | -   |
|  | 5. | Washington Mystics     | -  | 30 | 3  | 27 | -   | -   |

### Western Conference
|  |    | Classifica finale 1998 | Pt | G  | V  | P  | PtF | PtS |
|  | -- | ---------------------- | -- | -- | -- | -- | --- | --- |
|  | 1. | Houston Comets         | -  | 30 | 27 | 3  | -   | -   |
|  | 2. | Phoenix Mercury        | -  | 30 | 19 | 11 | -   | -   |
|  | 3. | Los Angeles Sparks     | -  | 30 | 12 | 18 | -   | -   |
|  | 4. | Sacramento Monarchs    | -  | 30 | 8  | 22 | -   | -   |
|  | 5. | Utah Starzz            | -  | 30 | 8  | 22 | -   | -   |

## Play-off
|  | Semifinali | Semifinali        | Semifinali      |                 |                | Finale         | Finale | Finale |  |
|  |            |                   |                 |                 |                |                |        |        |  |
|  | 1WC        | Houston Comets    | 2               |                 |                |                |        |        |  |
|  | 1WC        | Houston Comets    | 2               |                 |                |                |        |        |  |
|  | 2EC        | Charlotte Sting   | 0               |                 |                |                |        |        |  |
|  | 2EC        | Charlotte Sting   | 0               |                 | Houston Comets | Houston Comets | 2      |        |  |
|  |            |                   |                 |                 | Houston Comets | Houston Comets | 2      |        |  |
|  |            |                   | Phoenix Mercury | Phoenix Mercury | 1              |                |        |        |  |
|  | 1EC        | Cleveland Rockers | Phoenix Mercury | Phoenix Mercury | 1              | 1              |        |        |  |
|  | 1EC        | Cleveland Rockers |                 |                 |                |                |        |        |  |
|  | 2WC        | Phoenix Mercury   | 2               |                 |                |                |        |        |  |

## Vincitore
| Campione WNBA 1998         |
| -------------------------- |
| Houston Comets (2º titolo) |

## Statistiche
| Categoria             | Giocatore            | Squadra             | Stat |
| --------------------- | -------------------- | ------------------- | ---- |
| Punti per gara        | Cynthia Cooper       | Houston Comets      | 22,7 |
| Rimbalzi per gara     | Lisa Leslie          | Los Angeles Sparks  | 10,2 |
| Assist per gara       | Ticha Penicheiro     | Sacramento Monarchs | 7,5  |
| Palle rubate per gara | Teresa Weatherspoon  | New York Liberty    | 3,3  |
| Stoppate per gara     | Margo Dydek          | Utah Starzz         | 3,8  |
| FG%                   | Isabelle Fijalkowski | Cleveland Rockers   | 54,7 |
| FT%                   | Sandy Brondello      | Detroit Shock       | 92,3 |
| 3FG%                  | Eva Němcová          | Cleveland Rockers   | 45,2 |

## Premi WNBA
- WNBA Most Valuable Player: Cynthia Cooper, Houston Comets
- WNBA Defensive Player of the Year: Teresa Weatherspoon, New York Liberty
- WNBA Coach of the Year: Van Chancellor, Houston Comets
- WNBA Rookie of the Year: Tracy Reid, Charlotte Sting
- WNBA Newcomer of the Year: Suzie McConnell, Cleveland Rockers
- WNBA Finals Most Valuable Player: Cynthia Cooper, Houston Comets
- All-WNBA First Team:
  - Cynthia Cooper, Houston Comets
  - Jennifer Gillom, Phoenix Mercury
  - Suzie McConnell, Cleveland Rockers
  - Sheryl Swoopes, Houston Comets
  - Tina Thompson, Houston Comets
- All-WNBA Second Team:
  - Cindy Brown, Detroit Shock
  - Lisa Leslie, Los Angeles Sparks
  - Eva Němcová, Cleveland Rockers
  - Andrea Stinson, Charlotte Sting
  - Teresa Weatherspoon, New York Liberty